# Бобров Євгеній Анатолійович
Євгеній Анатолійович Бобров — український науковець, економіст, доктор економічних наук, професор.
Досліджує питання економіки, фінансів та енергетичної політики.

## Публікації
- Економіка невизначеності: практичний погляд на проблему: монографія / за ред. В. І. Грушка. — К.: Університет «Крок», 2021. — 503 с.
- Пенсійна система: підручник / за ред. В. І. Грушка. — К.: ВНЗ "Університет економіки та права «Крок», 2017. — 368 с.
- Бобров Є. А. Енергетична безпека держави. — К.: ВНЗ "Університет економіки та права «Крок», 2013. — 308 с.
- Економічна безпека держави на макро- та мікрорівнях. Том 8 колективної монографії «Розвиток інформаційного суспільства» / за ред. д.і.н., проф. В. С. Сідака. — К.: ВНЗ "Університет економіки та права «Крок», 2012. — 306 с.
- Фінансова політика держави на макрорівні. Том 6 колективної монографії «Розвиток інформаційного суспільства» / за наук. ред. д.е.н., проф. В. І. Грушка — К.: ВНЗ "Університет економіки та права «Крок», 2012. — 296 с.
- Торгівля цінними паперами. Підручник / За редакцією д.е.н., проф. В. І. Грушка. — К.: ВНЗ "Університет економіки та права «Крок», 2011. — 392 с.
- Arencibia Iñigo González, Bobrov Yevgeniy. EU and Ukraine Security of Energy Supply. Comparative Analysis. UNDP Blue Ribbon Analytical and Advisory Centre. Energy Policy Team. 2007.
- посилання на інші публікації у Google Академія.